# Alexandru Apolzan
Alexandru Apolzan (Sibiu, Romania, 6 de febrer de 1927 - Bucarest, 23 de desembre de 1982) fou un futbolista romanès de la dècada de 1950.
Fou destacat jugador de l'Steaua Bucureşti i de la selecció romanesa de futbol. És considerat un dels millors defenses de la història del futbol romanes, juntament amb homes com Miodrag Belodedici i Gheorghe Popescu.

## Palmarès
Steaua Bucarest
- Lliga romanesa de futbol (6): 1951, 1952, 1953, 1956, 1960, 1961
- Copa romanesa de futbol (5): 1949, 1950, 1951, 1952, 1955